# スティーヴン・コルベア
スティーヴン・タイロン・コルベア（Stephen Tyrone Colbert、1964年5月13日 - ）はアメリカ合衆国出身のコメディアン、俳優、作家。その皮肉たっぷりのスタイルで知られている。3度エミー賞を受賞している。また2006年と2012年に、タイム・マガジンの「最も影響力のある人物100人」の一人に選ばれている。造語「ウィキアリティ」の考案者として知られる。

## 経歴
コルベアはワシントンD.C.で生まれ、サウスカロライナ州で育った。彼の家庭はアイルランド系カトリックで、コルベアは11人兄弟の末っ子であった。父親は Medical University of South Carolinaの学務部長であった。しかし1974年、コルベアが10歳のときに父と二人の兄が飛行機事故 (en:Eastern Air Lines Flight 212) で亡くなってしまう。その後、母と共に引っ越したコルベアは、変化に適応するのが難しく、友人を作ることもあまりなかったという。そんな彼はSFやファンタジー小説、特にJ・R・R・トールキンの熱烈なファンとなる。また、RPG『ダンジョンズ&ドラゴンズ』にも熱中した。
その後、チャールストンにある米国聖公会系のPorter-Gaud Schoolに通い、いくつかの学校劇に出演。若いころは海洋学を学びたいと思っていたが、しかし、鼓膜にダメージを負ったことで、スキューバ・ダイビングやそれに類する事柄が出来なくなってしまった。コルベアはヴァージニア州のハムデン＝シドニー大学に入学、哲学を学びながら学生劇に参加。次第に演劇への興味が大きくなり、2年後にノースウェスタン大学に転校し、即興劇団に参加するようになる。卒業後、即興劇団のセカンド・シティに参加。
元々俳優になるべく学んでいたが、大学在学中に、即興コメディ・グループのセカンド・シティの演出家であったデル・クローズと知り合い、即興演劇に興味を持つようになった。コルベアのプロとしての初舞台は、シカゴのセカンド・シティの舞台で、スティーヴ・カレルの代役を務めた時であった。当時の劇団員には、後にコメディ・ショー Exit 57で高い評価を得るポール・ディネロやエイミー・セダリスなどがいた。
また、コメディ番組『ダナ・カービー・ショー』で脚本・出演を果たし、次にポール・ディネロやエイミー・セダリスと共に『ストレンジャー・ウィズ・キャンディ』(Strangers with Candy) を製作した。彼はこの番組で、カミングアウトしていないゲイの歴史教師Chuck Nobletを演じて注目される。また、コメディ・セントラルのパロディ番組『ザ・デイリー・ショー』で演じた記者役も有名である。
2005年に『ザ・デイリー・ショー』を去り、スピンオフ作品の『コルベア・レポー』(The Colbert Report)に出演。このシリーズのスタイルは『ザ・デイリー・ショー』と同じで、特にビル・オライリーのニュース番組『ザ・オライリー・ファクター』のような、パーソナリティ中心の意見番組のパロディを主としている。『ザ・コルベア・レポー』はエミー賞にノミネートされ、またコルベアが2006年にホワイトハウスの記者クラブの晩餐会に招かれたことで、コメディ・セントラルでも最高視聴率を誇る番組となった。
2017年のエミー賞のホスト（司会）に選出されたことが発表された。

## コメディアンとしてのキャリア

### 初期
コルベアはノースウェスタン大学在学中に演劇を学んでいたが、コメディにはあまり興味がなく、主に実験演劇などに出演していた。そのうち、シカゴのAnnoyance Theatreの一部であった、デル・クローズのImprovOlympicでインプロ（即興演劇）にかかわるようになるが、その劇団は即興コメディよりもインプロを重視していた。後にコルベアは“セカンドシティで活動するつもりはなかった。”と語った。“なぜなら、Annoyance Theatre は、あれは本当の即興ではないとしてセカンド・シティを見下していたからです。Annoyance Theatre の人々には多少お高く留まったところがありました。”1986年に大学卒業後、セカンド・シティのボックス・オフィスで働いていた友人が、そこでの電話応対や売店での接客の仕事をコルベアに紹介した。働き始めてすぐ、セカンド・シティのメンバーになると、トレーニングセンターで演劇のクラスを無料で受講出来ることに気づき、コメディ・グループに反感を持っていたものの、そのクラスを楽しんで受けるようになる。
その後すぐにコルベアは、スティーヴ・カレルの代役としてセカンド・シティのツアーメンバーとなる。コルベアは、後に共に働くことになるエイミー・セダリスとポール・ディネロに出会うが、この3人は当初はあまり気が合わなかったと後に語っている。当初ディネロは、コルベアは神経質で冷淡、もったいぶっている感じ、コルベアはディネロのことを"an illiterate thug"(無教養な悪党)だと思ったという。しかし3人は同じコメディ・センスを持っていることに気づき、ツアー中に親友となった。
エイミー・セダリスとポール・ディネロがHBOのテレビシリーズを制作する機会に恵まれたとき、コルベアはセカンド・シティを去ってニューヨークに移り、彼らと共にスケッチ・コメディ・ショーExit 57の制作に関わった。1995年にコメディ・セントラルで放映開始になったこの番組は、翌年まで続いた。12エピソードしか制作されなかったものの、番組は好評を得て1995年のw:CableACE Awardで、脚本賞などを含む5つの賞を受賞した。
Exit 57の後、コルベアは6ヶ月の間The Dana Carvey Showで脚本を執筆、また出演もした。この番組にはスティーヴ・カレル、ロバート・スミゲル、チャーリー・カウフマン、ルイス・C・K、ディノ・スタマトプーロスなどが出演していた。このシリーズは過激であったため、最初のエピソードが放映された後にスポンサーが降りてしまい、結局7エピソードを制作してキャンセルになった。その後コルベアは短期間、ロバート・スミゲルと共にサタデー・ナイト・ライブに参加。スミゲルは最初The Dana Carvey Showで放映していたThe Ambiguously Gay Duoというアニメ番組をSNLに移動させて放映し、コルベアはスティーヴ・カレルと共に声優として出演した。更にコルベアは台本コンサルタントとしてVH1やMTVでも働いた。また、『グッド・モーニング・アメリカ』にも出演したが、彼が出演した2コマのうち1つだけしか放映されなかった。しかしこの番組で、後にザ・デイリー・ショーのプロデューサーとなるマデリーン・スミスバーグと出会っている。

### ストレンジャーズ・ウィズ・キャンディ
コルベアは同じ頃、再びエイミー・セダリスとポール・ディネロと共に、コメディ・セントラルのために新しいシリーズ『ストレンジャーズ・ウィズ・キャンディ』(w:Strangers with Candy) の構想を練っていた。コメディ・セントラルはこのシリーズを1998年より放映した。コルベアはその時すでに『ザ・デイリー・ショー』に出演していたため、『ストレンジャーズ・ウィズ・キャンディ』への出演を減らし、また『ザ・デイリー・ショー』も年に12回の撮影となった。

### ザ・デイリー・ショー
コルベアはコメディ・セントラルのパロディ・ニュース番組『ザ・デイリー・ショー』に1997年から参加することになった。コルベアは4人いる特派員のうちの一人を演じた。2年の後、ホストのクレイグ・キルボーンが番組を去り、ジョン・スチュワートがホストとなり、脚本やプロデュースも手掛けるようになる。この時から『ザ・デイリー・ショー』は政治色を強め、更に人気を集めて行った。コルベアは特派員としてだけでなく、スタジオでの出演もするようになる。

### ザ・コルベア・レポー
『ザ・デイリー・ショー』からスピンオフした番組で、アメリカでは『ザ・デイリー・ショー』に続き午後11時30分から放送されている。番組名は「Colbert」を「コルベア」と発音することにひっかけ「Report」を「レポー」と読ませるようになっている。この番組でのコルベアは本人ではなく、あくまでもキャラクターとしてのコルベアを演じ、明らかにビル・オライリーをモデルにしたネオコン・保守の論客として番組のホストをつとめながら、暗にブッシュ政権を風刺するというスタイルをとっている。
『ザ・デイリー・ショー』同様に番組の後半ではゲストとの対談が行われるが、ゲストが登場するのを迎えるという形ではなく、ゲストが待っている席にコルベアが観客の拍手を浴びながら向かっていくという形式をとっているのが特徴的である。

### 2006年、ホワイトハウスの記者クラブの晩餐会
2006年4月29日、コルベアはワシントンDCで開かれた、ホワイトハウスでの記者クラブ主催の晩餐会に招待された。その晩餐会で16分にわたるスピーチと、7分のビデオを上映し、その様子は政治専門チャンネルC-SPANやニュース専門局のMSNBCで放映された。数ヤード離れた所にはアメリカ合衆国大統領ジョージ・W・ブッシュがおり、聴衆にはセレブリティ、政治家、ホワイトハウス付きの記者達がいる中でコルベアは、強烈なブッシュ批判、メディア批判を行った。コルベアはテレビ・パーソナリティのスティーヴン・コルベアではなく、『ザ・コルベア・レポー』の政治批評家のコルベアとして、ビル・オライリーやショーン・ハニティーの大げさなパロディを演じた。
コルベアはホワイトハウス記者クラブの会長、マーク・スミスに招待された。ニューヨーク・マガジンのリポートによると、スミスはコルベアのショーを見たことがほとんどなかったという。晩餐会には2500名もの著名人が招かれており、中にはファースト・レディのローラ・ブッシュやアメリカ統合参謀本部議長のピーター・ペース、アメリカ合衆国司法長官のアルバート・ゴンザレス、AOLの設立者スティーヴ・ケース、テニス選手のアンナ・クルニコワ、俳優のジョージ・クルーニーもいた。

### ザ・レイト・ショー
2014年4月10日、2015年春のレターマンの引退によるレイト・ショー・ウィズ・デイヴィッド・レターマンの放送終了に伴い、後継に指名されたコルベアは9月8日からCBSで放送がスタートする『ザ・レイト・ショー・ウィズ・スティーヴン・コルベア』の司会に抜擢された。
2025年7月17日、CBSは『ザ・レイト・ショー・ウィズ・スティーヴン・コルベア』を2026年5月で終了することを発表した。深夜番組を巡る財政的な判断を理由としており、ドナルド・トランプを始めとした政権批判とは無関係と説明している。